# دکتر کنوک
دکتر کنوک نمایشنامه‌ای طنز است که توسط ژول رومن، نویسندهٔ اهل فرانسه نوشته شده‌است. این کتاب یکی از آثار مشهور ادبی جهان است.